# Naranjal (Paraguay)
Naranjal es un municipio, distrito y ciudad de Paraguay situado al suroeste del departamento de Alto Paraná. Se encuentra ubicado a unos 87 km de Ciudad del Este y a unos 363 km de Asunción. Fue creado el 26 de julio de 1990, desmembrándose de los distritos de Domingo Martínez de Irala y Ñacunday. Al igual que la mayoría de los distritos del sur del departamento, cuenta con la presencia considerable de inmigrantes brasileños. La actividad del distrito es la agricultura, predominando el cultivo de la soja. La antigua mata fue desbravada por la familia Lüdeke, una de las familias pioneras en la región, donde al principio se producía menta. El local se convirtió en municipio el 26 de julio de 1990, apartándose de los distritos de Domingo Martínez de Irala y de Ñacunday. Su primer intendente fue Don Faustino Leiva Azuaga
Fiesta de la Costilla:
La Fiesta de la Costilla es una fiesta tradicional del municipio de Naranjal. Se preparan en media más de 150 costillares, unos 4.500kg, y se reúnen más de 8000 personas. La fiesta se realiza desde hace más de 16 años en el mes de julio como parte del programa de actividades por el aniversario de la ciudad.